# ラ・クレイェット城

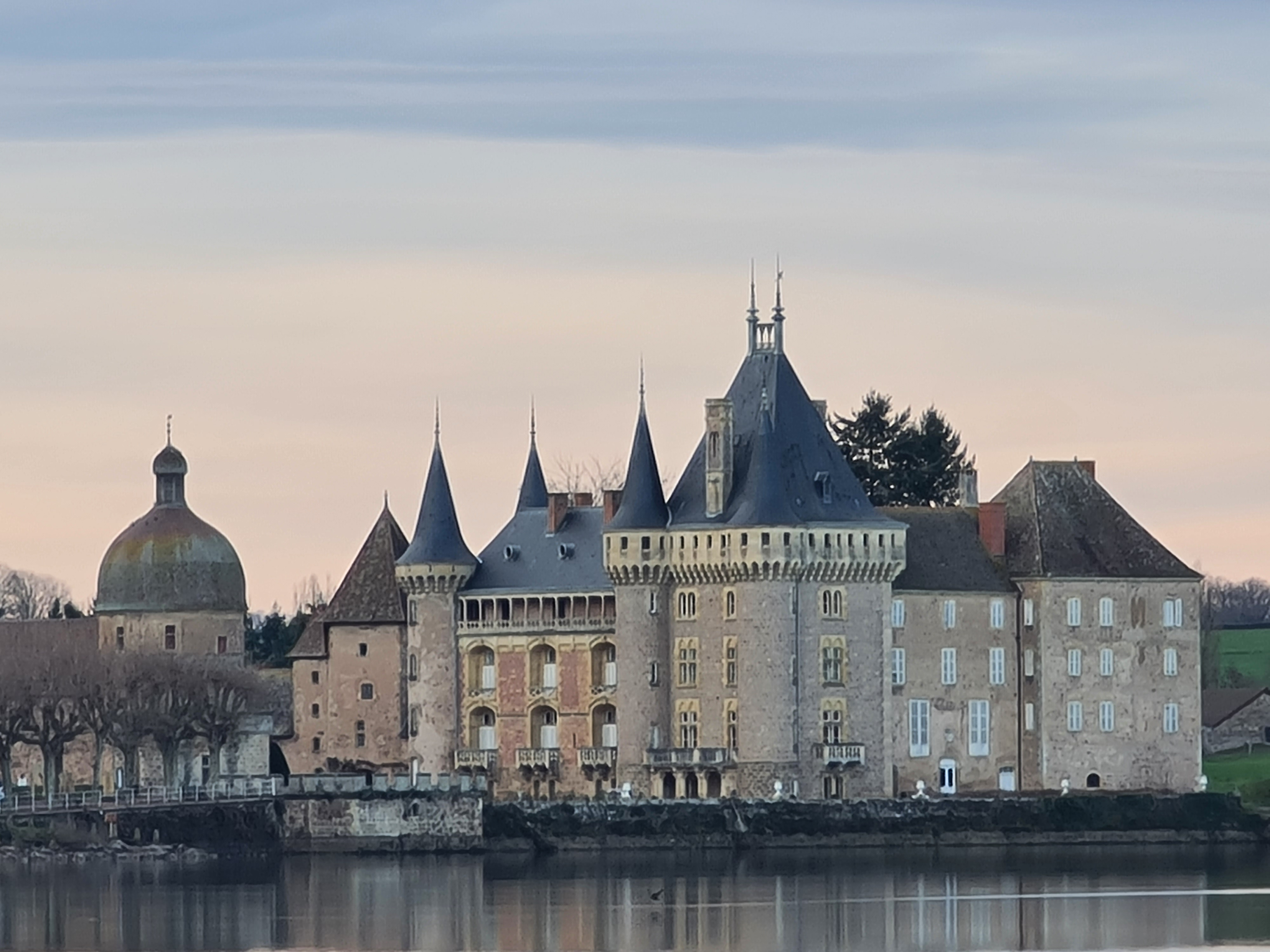
ラ・クレイェット城

ラ・クレイェット城 （フランス語: Château de La Clayette) は、フランス、ラ・クレイェットの街の中央にある城。
この城についての最古の記録は1380年のものであるが。14世紀から19世紀にかけて造られた建物がいくつか、中庭を囲むように建っている。

## ギャラリー

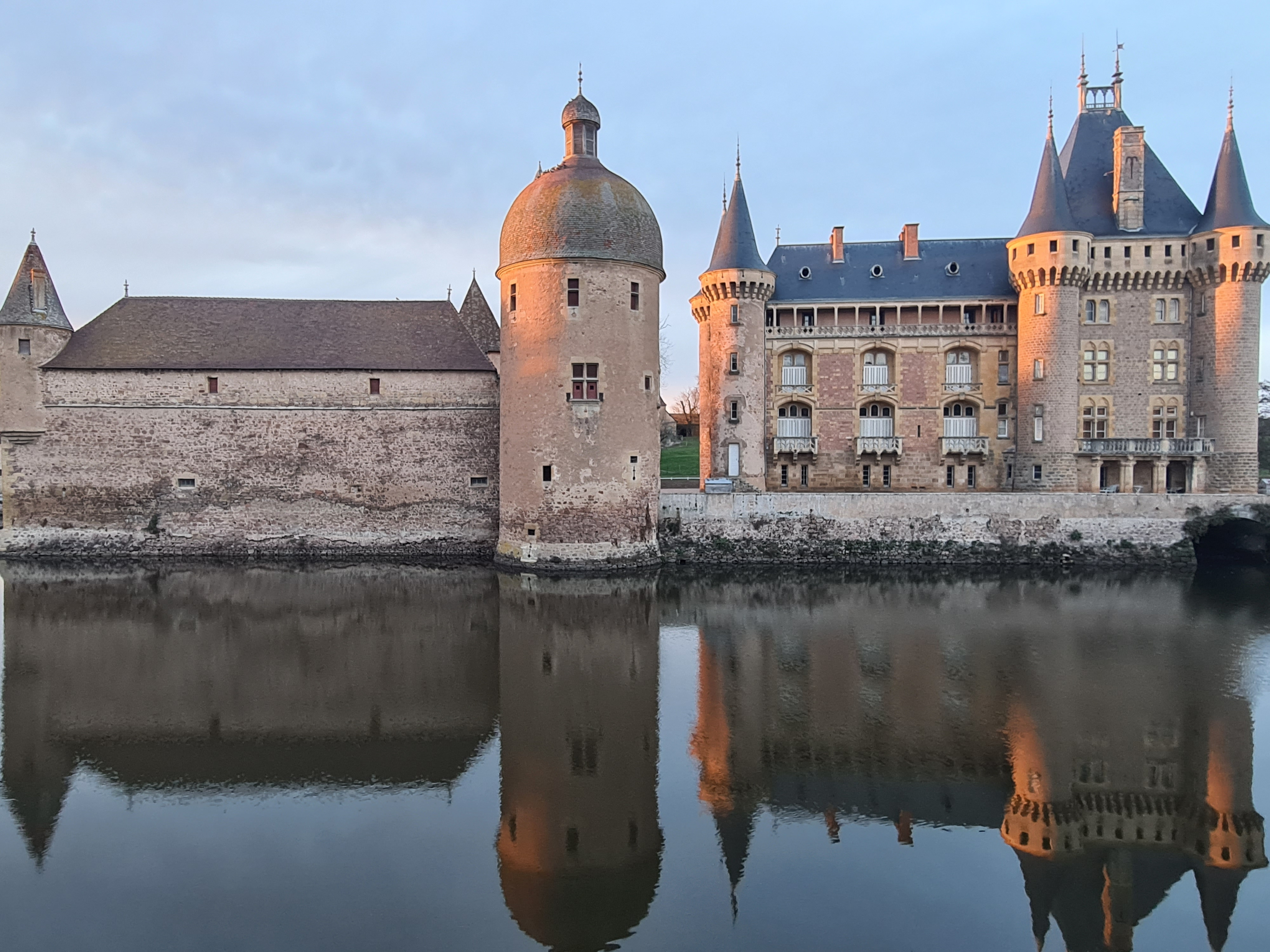
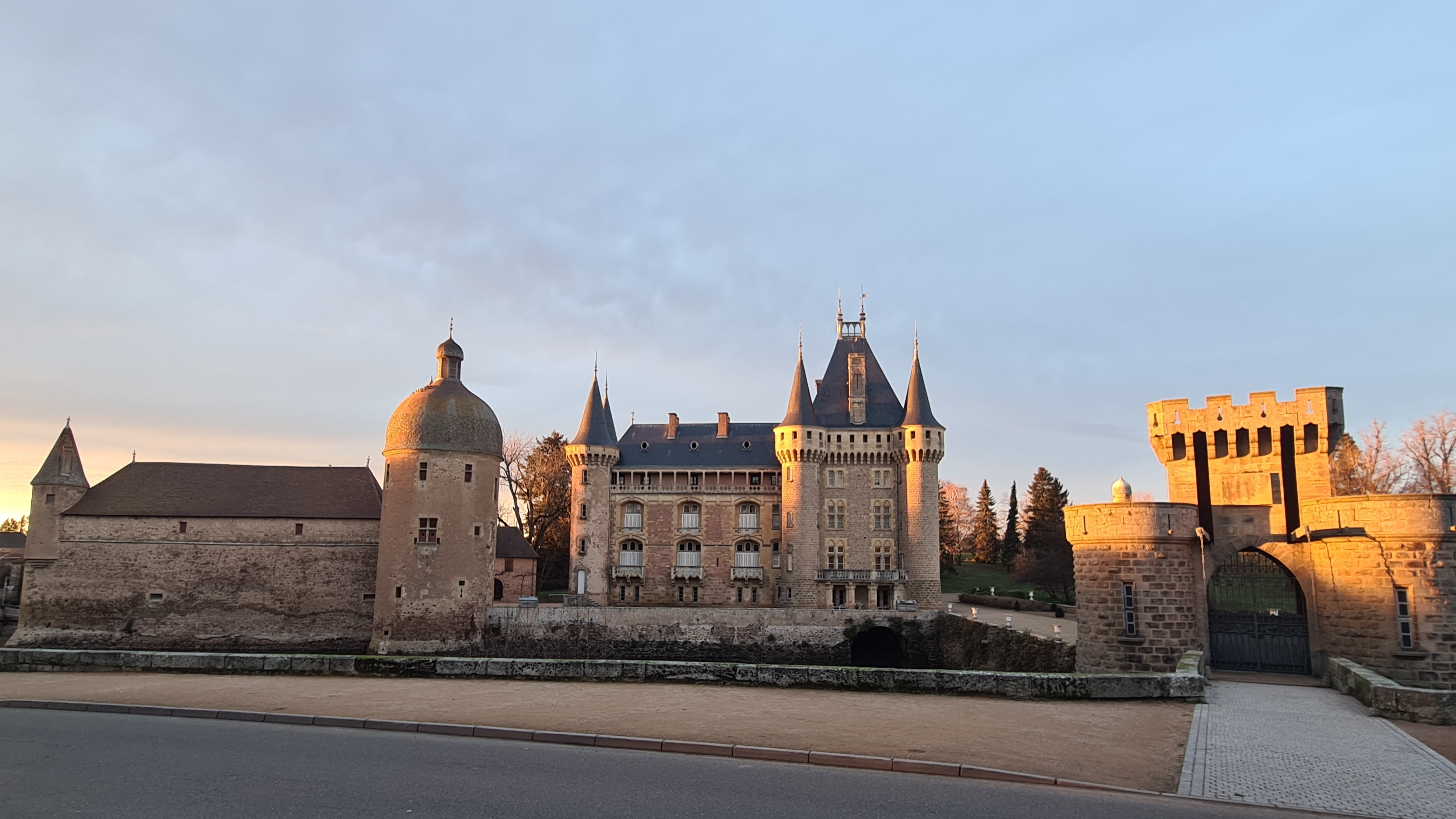
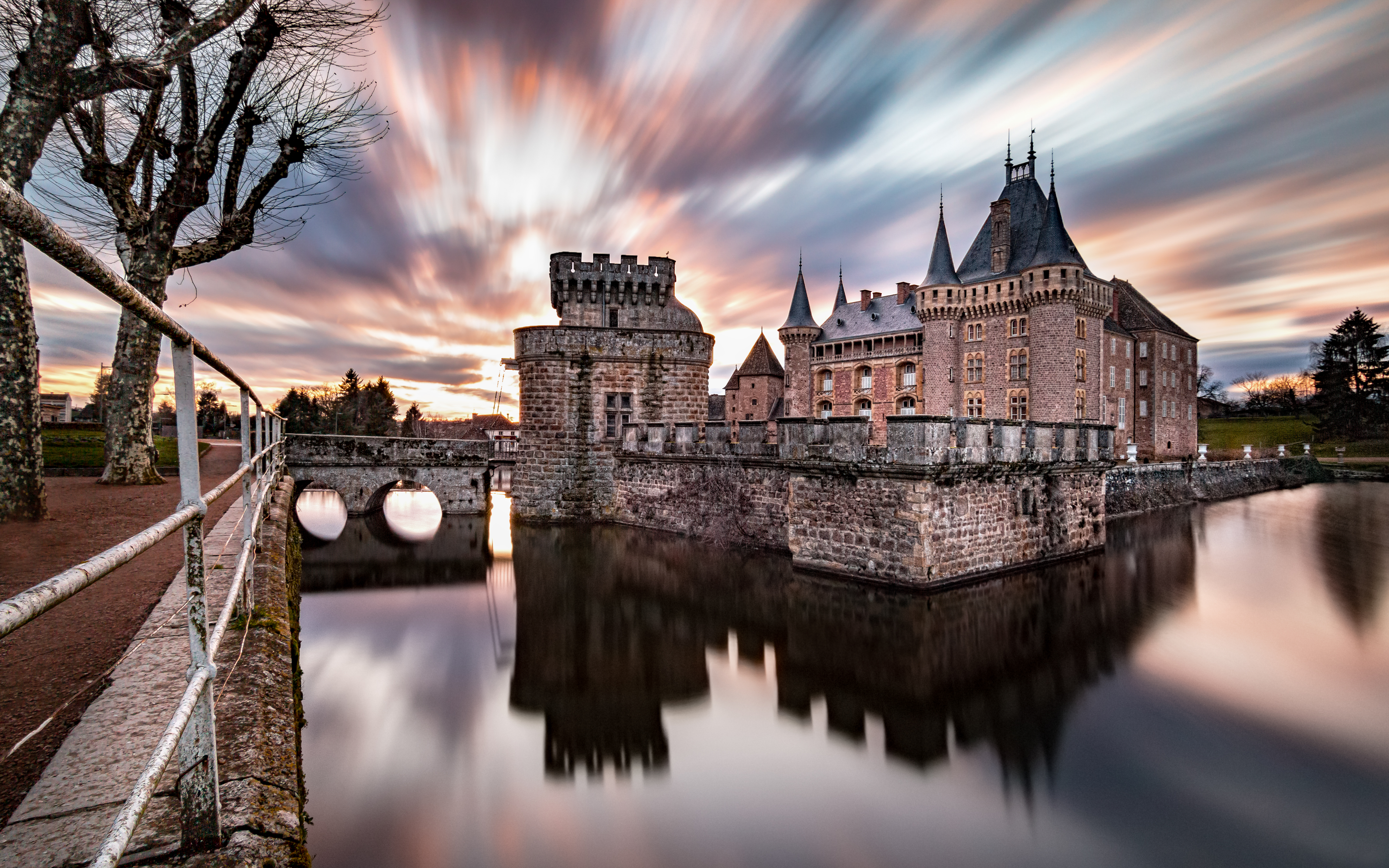